# Тихонов, Ростислав Евгеньевич
Ростислав Евгеньевич Тихонов (11 сентября 1940, Ленинград — 3 марта 2023, Москва) — советский и российский учёный и педагог высшей школы, доктор технических наук, профессор; российский политик, народный депутат РФ (1990—1993). Почётный академик Академии космонавтики им. Циолковского.
Профессионально занимался приборостроением в области точной механики, обеспечением дополнительного образования по налоговому законодательству и финансовым направлениям.

## Биография
Родился 11 сентября 1940 году в Ленинграде в семье служащих, Евгения Николаевича Тихонова и Галины Владимировны Вахтиной. Отец преподавал математику, впоследствии — был участником Великой Отечественной войны. Предки по материнской линии имели немецкие и мордовские корни. С 1949 году жил и учился в детском доме № 57 города Ленинграда. После окончания 7 классов получил направление в ремесленное училище № 6. С 1956 года работал: токарь на Ижорском заводе, затем — грузчик в порту, слесарь на жилкомбинате.
В 1967 году (по другим сведениям — в 1961, причём экзамены сдал экстерном) Ростислав окончил приборостроительный факультет Ленинградского института авиационного приборостроения. В 1967—1969 годах (по другим сведениям — с 1961 года) работал на Ковровском механическом заводе (г. Ковров), инженер-конструктор. В 1969 году перешёл в Ковровский филиал Владимирского политехнического института, старший преподаватель. С 1973 (по другим сведениям — с 1976) по 1989 год (не был переизбран на должность) заведовал кафедрой приборов точной механики, доцент. Читал курсы лекций: «Теория точности», «Гироскопические приборы и устройства», «Приборы точной механики» и др. Получил 18 авторских свидетельств на изобретения
В 1975 году защитил диссертацию на соискание учёной степени кандидат технических наук. В 1989 году стал доктором технических наук. В 1990 году присвоено звание профессора.
В 1989—1992 годах — в Ковровской государственной технологической академии, профессор.
В 1990 году занялся политикой, был избран народным депутатом РСФСР, вошёл в комитет Верховного Совета РСФСР по науке и образованию, входил в состав фракции «Левый центр» и в «Коалицию реформ». Избирался депутатом Владимирского областного Совета народных депутатов. Входил в состав депутатских комиссий. В 1995—1999 годах работал помощником депутата Государственной Думы РФ.
В 1991 году стал ректором Российской академии управления при Правительстве РФ (бывшая Академия общественных наук ЦК КПСС, позже — Российская академия государственной службы), занимал пост по 1994 год.
В 1994 году занялся созданием различных негосударственных структур в области образования, предложил создать вуз для подготовки специалистов в области государственного управления и подготовил серию работ по государственной программе «Оптимизация структур и механизмов федерального и регионального управления». В 1997 году организовал и возглавил негосударственное высшее образовательное учреждение «Налоговая Академия» (г. Москва); ректор «Налоговой Академии» по 2007 год. С 2006 года — генеральный директор исполкома Союза директоров средних специальных учебных заведений России (в рамках федерального проекта «Образование»).
Скончался в Москве 3 марта 2023 года после продолжительной болезни на 83-м году жизни. Прощание прошло в Храме Святого Пимена в Москве в Нововоротниковском переулке.